# Hombach (Odenthal)
Hombach war ein Wohnplatz in Oberodenthal auf dem Gebiet der Gemeinde Odenthal im Rheinisch-Bergischen Kreis.

## Lage und Beschreibung
Hombach lag im Tal des Hambachs an einem heute noch vorhandenen Feldweg zwischen Hollweg und Höffe. Heute ist die Stelle bewaldet bzw. dient der landwirtschaftlichen Nutzung. Der Name Hombach ist noch als Flurname Hombach und Am Hombacher Berg erhalten.

## Geschichte
Die Topographia Ducatus Montani des Erich Philipp Ploennies, Blatt Amt Miselohe, belegt, dass der Wohnplatz 1715 als Freyhof kategorisiert wurde und mit Hombag bezeichnet wurde.
Carl Friedrich von Wiebeking benennt die Hofschaft auf seiner Charte des Herzogthums Berg 1789 als Hornbach. Aus ihr geht hervor, dass Hombach zu dieser Zeit Teil von Oberodenthal in der Herrschaft Odenthal war.
Unter der französischen Verwaltung zwischen 1806 und 1813 wurde die Herrschaft aufgelöst. Hombach wurde politisch der Mairie Odenthal im Kanton Bensberg zugeordnet. 1816 wandelten die Preußen die Mairie zur Bürgermeisterei Odenthal im Kreis Mülheim am Rhein.
Der Ort ist auf der Topographischen Aufnahme der Rheinlande von 1824 und auf der Preußischen Uraufnahme von 1840 als Hombach verzeichnet. Ab der Preußischen Neuaufnahme von 1892 ist er auf Messtischblättern nicht mehr verzeichnet. Hombach war Teil der katholischen Pfarre Odenthal.
| Jahr | Einwohner | Wohn- gebäude | Kategorie |
| ---- | --------- | ------------- | --------- |
| 1822 | 5         |               | Ackergut  |
| 1830 | 7         |               | Ackergut  |